# Zespół PAPA
Zespół PAPA – bardzo rzadkie, genetycznie uwarunkowane schorzenie, które objawia się nawrotami sterylnego, ropnego zapalenia stawów oraz zmianami skórnymi pod postacią piodermii zgorzelinowej i trądziku.
Nazwa zespołu powstała jako skrót od angielskiego Pyogenic Arthritis, Pyoderma gangrenosum and Acne (Ropne zapalenie stawów, piodermia zgorzelinowa i trądzik).
Zespół PAPA zaliczany jest do chorób autozapalnych i został po raz pierwszy opisany w 1997 roku.

## Objawy
W zespole PAPA zaczyna się w dzieciństwie od nawrotów zapalenia stawów, a zmiany skórne zwykle są dołączają się w okresie dojrzewania.
Dominującą cechą zespołu są powtarzające się zapalenia stawów o destrukcyjnym przebiegu. Chorzy wiążą epizody zapalenia stawów z poprzedzającym (nawet nieznacznym) urazem stawu. Z czasem stawy ulegają trwałemu uszkodzeniu i wielokrotnie konieczne stają się zabiegi endoprotezoplastyki stawów.
Zmiany skórne pod postacią piodermii zgorzelinowej występuje zmiennie, czyli nie zawsze występuje u wszystkich chorych. Są to trudno gojące się owrzodzenia ze zmianami zapalnymi na obrzeżach. Innym objawem skórnym jest patergia – tendencja do powstawania owrzodzeń w miejscach urazu, np. w miejscu iniekcji, wlewu kroplowego, czy rany po endoprotezoplastyce stawu.
Trądzik występuje u większości pacjentów z zespołem PAPA, ale o różnym stopniu nasilenia. Ma on zwykle ciężki, guzkowo-torbielowaty przebieg i nieleczony pozostawia blizny.

## Tło genetyczne

Zespół PAPA jest dziedziczony w sposób autosomalny dominujący

Zespół PAPA jest dziedziczony w sposób autosomalny dominujący.
W 2002 roku odkryto tło genetyczne choroby polegające na mutacjach w genie CD2-binding protein 1 (CD2BP1), który ma też nazwę proline serine threonine phosphatase-interacting protein 1 (PSTPIP1) i jest zlokalizowany na chromosomie 15. Białko wiążące CD2 1 (CD2BP1) jest częścią szlaku zapalnego związanego z innymi chorobami autozapalnymi, takimi jak: rodzinna gorączka śródziemnomorska, hiperimmunoglobulinemia D z nawracającą gorączką, zespół Muckle-Wellsa, wieloukładowa choroba zapalna noworodków i rodzinny autozapalny zespół reakcji na zimno.

## Rozpoznanie
Do postawienia diagnozy mogą wystarczyć objawy kliniczne i występowanie rodzinne. Można również wykonać badania genetyczne.
W badaniach laboratoryjnych występuje wzrost białek ostrej fazy i zwiększona produkcja IL-1β i TNFα w leukocytach krwi obwodowej.

## Leczenie
Do leczenia trądziku wykorzystuje się doustnych antybiotyki tetracyklinowe lub izotretynoinę. Leczenie przyczynowe skierowane na TNF-α (infliksymab, etanercept) i interleukinę-1 (anakinra) wykazało dobrą wyniki w opornym zapaleniu stawów i piodermii zgorzelinowej. Można również zastosować inne, typowe leki immunosupresyjne.